# Ядерные объекты в Иране
МАГАТЭ известно как минимум 17 ядерных объектов в Иране: Энарак, Эрак, Эрдакан Бонаб, Бушер, Чалус, Дарховин, Фордо (Кум), Исхафан, Кереж, Лашкар Абад, Лавизан (Тегеран), Натанз, Паршин, Сагханд, Йезд, реактор в Тегеране.
По состоянию на 2025 год МАГАТЭ насчитало в Иране 27 ядерных объектов, из них 7 — незадекларированные.
По состоянию на июнь 2025 в ходе конфликта  Ирана и Израиля экспертам МАГАТЭ стало известно о ещё двух закрытых ядерных объектах на Иранской территории, которые могут быть задействованы в войне

## Анарак
Анарак — располагается недалеко от Йезда, является местом захоронения ядерных отходов.
В августе 2006 года Иран заявил о намерении построить в Эраке завод по производству тяжёлой воды. В соответствии с договорённостями Иран мог не уведомлять мировое сообщество об этом до тех пор, пока идея возведения завода находилась в стадии проекта. Но был обязан сообщить о проекте в течение 180 дней после начала строительства.

## Ардакан
Ардакан — город в провинции Йезд, в котором находится производство ядерного топлива.

## Бушер
В Бушере расположена Бушерская АЭС.

## Исфахан
В Исфахане находятся установки по конверсии урана.

## Нетенз
В Нетензе располагаются:
- завод по обогащению топлива (FEP) — завод по производству низкообогащённого урана (LEU), 16 428 установленных центрифуг.
- исследовательский завод по обогащению топлива (PFEP) — завод по производству, исследованию и разработке низкообогащённого урана, 702 установленных центрифуги.

11 апреля 2021 года произошёл инцидент на ядерном объекте в Нетензе, связанный с системой распределения энергии. Позже вице-президент Ирана, руководитель Организации по атомной энергии Ирана Али Акбар Салехи назвал этот инцидент терактом. Затем было сообщено, что часть источника питания для центрифуг была разрушена в результате взрыва устройства, которое сотрудник объекта Реза Карими пронёс на объект, после чего бежал из страны за час до инцидента.

## Кум
В городе Кум находится завод по обогащению топлива Фордо (FFEP) — завод по производству UF6, обогащённого до 20 % U-235, 2 710 установленных центрифуг.

## Эрак
Эрак — один из двух городов, где с 2002 года действуют официальные представители леворадикальной партизанской организации МЕК. Здесь же планируется возвести 40-мегаваттный тяжеловодный ядерный реактор, который будет запущен в 2014 г. под названием IR-40. Этот реактор должен прийти на смену реактору, построенному в 1967 году и расположенному в Тегеранском ядерном исследовательском центре. Тегеранский реактор производит радиоизотопы для медицинских и сельскохозяйственных целей.